# Championnat du Venezuela de basket-ball
Le Championnat du Venezuela de basket-ball, également nommé Superliga Profesional de Baloncesto (SPB), est une compétition de basket-ball qui représente au Venezuela le sommet de la hiérarchie du basket-ball, depuis 1974.

## Historique

### Genèse
La Liga Especial de Baloncesto fut créé en 1974, née d'une idée, celle que le Venezuela était suffisamment développé pour concurrencer les pays nord-américains et européen. José Beracasa (fondateur de la Fédération vénézuélienne de basket-ball) soumis cette idée au Sr. Arturo Redondo (alors président de la fédération), qui appuya l'initiative. Ainsi eu lieu le premier championnat, comportant alors 4 équipes. Dès cette époque, ledit championnat semble être plus établi sur un système de franchise que de clubs.

### La mutation
En 1992, l'élite devient la Liga Profesional de Baloncesto, comprenant 8 équipes. La saison commence en février pour se finir en mai. Un all-star game est également organisé vers le milieu de la saison.
Parallèlement, à partir de 1996, s'est développée une autre ligue professionnelle : la Liga Nacional de Baloncesto de Venezuela. Celle-ci se dispute en même temps que la LPB, et représente l'autre élite du championnat.
La saison 2018 fut la dernière à être disputée sous le nom de Liga Profesional de Baloncesto. En décembre 2019, le président nouvellement élu de la Fédération, Hanthony Coello, annonce qu'une nouvelle ligue appelée SuperLiga Profesional de Baloncesto allait remplacer la LPB. Elle doit débuter le 28 février 2020. Le 12 mars 2020, la Fédération vénézuélienneeannoncé via Twitter que la planification du nouveau tournoi est interrompue en raison de la pandémie de Covid-19. La SuperLiga a finalement débuté le 13 octobre 2020. Au total, 13 équipes participent après le retrait de Trotamundos, Guaros de Lara et Cocodrilos de Caracas.[18] Les Spartans Distrito Capital ont remporté le premier titre de SuperLiga.
Le 8 juillet 2022, la SuperLiga et la LPB fusionnent pour former la Superliga Profesional de Baloncesto, communément appelée SPB.  Les conseils ont convenu de fusionner tous les records, statistiques et championnats du basket-ball vénézuélien.

## Palmarès
| Saison    | Champion                  | Finaliste                | Score |
| --------- | ------------------------- | ------------------------ | ----- |
| 1974      | Ahorristas de Caracas     | Colosos de Carabobo      | 3-2   |
| 1975      | Colosos de Carabobo       | Panteras del Táchira     | 3-2   |
| 1976      | Panteras del Táchira      | Ahorristas de Caracas    | 3-0   |
| 1977      | Guaiqueríes de Margarita  | Ahorristas de Caracas    | 3-1   |
| 1978      | Guaiqueríes de Margarita  | Panteras del Táchira     | 4-0   |
| 1979      | Guaiqueríes de Margarita  | Legisladores de Carabobo | 4-0   |
| 1980      | Guaiqueríes de Margarita  | Retadores de Caracas     | 4-3   |
| 1981      | Guaiqueríes de Margarita  | Telefonistas de Caracas  | 4-2   |
| 1982      | Guaiqueríes de Margarita  | Panteras de Lara         | 4-2   |
| 1983      | Panteras de Lara          | Gaiteros del Zulia       | 4-2   |
| 1984      | Gaiteros del Zulia        | Guaiqueríes de Margarita | 4-2   |
| 1985      | Gaiteros del Zulia        | Guaiqueríes de Margarita | 4-3   |
| 1986      | Trotamundos de Carabobo   | Panteras de Miranda      | 4-1   |
| 1987      | Trotamundos de Carabobo   | Panteras de Miranda      | 4-1   |
| 1988      | Trotamundos de Carabobo   | Bravos de Portuguesa     | 4-2   |
| 1989      | Trotamundos de Carabobo   | Gaiteros del Zulia       | 4-0   |
| 1990      | Bravos de Portuguesa      | Marinos de Oriente       | 4-3   |
| 1991      | Marinos de Oriente        | Guaiqueríes de Margarita | 4-2   |
| 1992      | Cocodrilos de Caracas     | Trotamundos de Carabobo  | 4-2   |
| 1993      | Marinos de Oriente        | Trotamundos de Carabobo  | 4-3   |
| 1994      | Trotamundos de Carabobo   | Cocodrilos de Caracas    | 4-1   |
| 1995      | Panteras de Miranda       | Marinos de Oriente       | 4-3   |
| 1996      | Gaiteros del Zulia        | Marinos de Oriente       | 4-3   |
| 1997      | Guaiqueríes de Margarita  | Cocodrilos de Caracas    | 4-3   |
| 1998      | Marinos de Oriente        | Trotamundos de Carabobo  | 4-2   |
| 1999      | Trotamundos de Carabobo   | Panteras de Miranda      | 4-2   |
| 2000      | Cocodrilos de Caracas     | Gaiteros del Zulia       | 4-3   |
| 2001      | Gaiteros del Zulia        | Bravos de Portuguesa     | 4-1   |
| 2002      | Trotamundos de Carabobo   | Panteras de Miranda      | 4-3   |
| 2003      | Marinos de Oriente        | Gaiteros del Zulia       | 4-3   |
| 2004      | Marinos de Oriente        | Gaiteros del Zulia       | 4-3   |
| 2005      | Marinos de Anzoátegui     | Guaros de Lara           | 4-1   |
| 2006      | Trotamundos de Carabobo   | Guaros de Lara           | 4-2   |
| 2007      | Guaiqueríes de Margarita  | Cocodrilos de Caracas    | 4-3   |
| 2008      | Cocodrilos de Caracas     | Gaiteros del Zulia       | 4-2   |
| 2009      | Marinos de Anzoátegui     | Cocodrilos de Caracas    | 4-3   |
| 2010      | Cocodrilos de Caracas     | Marinos de Anzoátegui    | 4-2   |
| 2011      | Marinos de Anzoátegui     | Cocodrilos de Caracas    | 4-1   |
| 2012      | Marinos de Anzoátegui     | Trotamundos de Carabobo  | 4-2   |
| 2013      | Cocodrilos de Caracas     | Marinos de Anzoátegui    | 4-3   |
| 2014      | Marinos de Anzoátegui     | Trotamundos de Carabobo  | 4-3   |
| 2015      | Marinos de Anzoátegui     | Guaros de Lara           | 4-1   |
| 2015-2016 | Cocodrilos de Caracas     | Bucaneros de La Guaira   | 4-3   |
| 2017      | Guaros de Lara            | Marinos de Anzoátegui    | 4-2   |
| 2018      | Guaros de Lara            | Trotamundos de Carabobo  | 4-3   |
| 2019      | Trotamundos de Carabobo   | Guaros de Lara           | 1-0   |
| 2020      | Spartans Distrito Capital | Gigantes de Guayana      | 3-1   |
| 2021 (I)  | Trotamundos de Carabobo   | Guaiqueríes de Margarita | 3-1   |
| 2021 (II) | Guaiqueríes de Margarita  | Trotamundos de Carabobo  | 1-0   |
| 2022      | Trotamundos de Carabobo   | Cocodrilos de Caracas    | 4-1   |
| 2023      | Gladiadores de Anzoátegui | Guaros de Lara           | 4-1   |
| 2024      | Gladiadores de Anzoátegui | Guaiqueríes de Margarita | 4-0   |

## Bilan par club
Les équipes en italique ne sont plus en activité.
| Club                      | Titres | Années                                                             |
| ------------------------- | ------ | ------------------------------------------------------------------ |
| Marinos de Anzoátegui     | 11     | 1991, 1993, 1998, 2003, 2004, 2005, 2009, 2011, 2012, 2014, 2015   |
| Trotamundos de Carabobo   | 11     | 1986, 1987, 1988, 1989, 1994, 1999, 2002, 2006, 2019, 2021-I, 2022 |
| Guaiqueríes de Margarita  | 9      | 1977, 1978, 1979, 1980, 1981, 1982, 1997, 2007, 2021-II            |
| Cocodrilos de Caracas     | 6      | 1992, 2000, 2008, 2010, 2013, 2015–16                              |
| Gaiteros del Zulia        | 4      | 1984, 1985, 1996, 2001                                             |
| Guaros de Lara            | 2      | 2017, 2018                                                         |
| Gladiadores de Anzoátegui | 2      | 2023, 2024                                                         |
| Spartans Distrito Capital | 1      | 2020                                                               |
| Halcones de Caracas       | 1      | 1974                                                               |
| Panteras de Miranda       | 1      | 1995                                                               |
| Legisladores de Carabobo  | 1      | 1975                                                               |
| Panteras del Táchira      | 1      | 1976                                                               |
| Panteras de Lara          | 1      | 1983                                                               |
| Cardenales de Portuguesa  | 1      | 1989                                                               |